# Carl Alexander Herzog von Württemberg

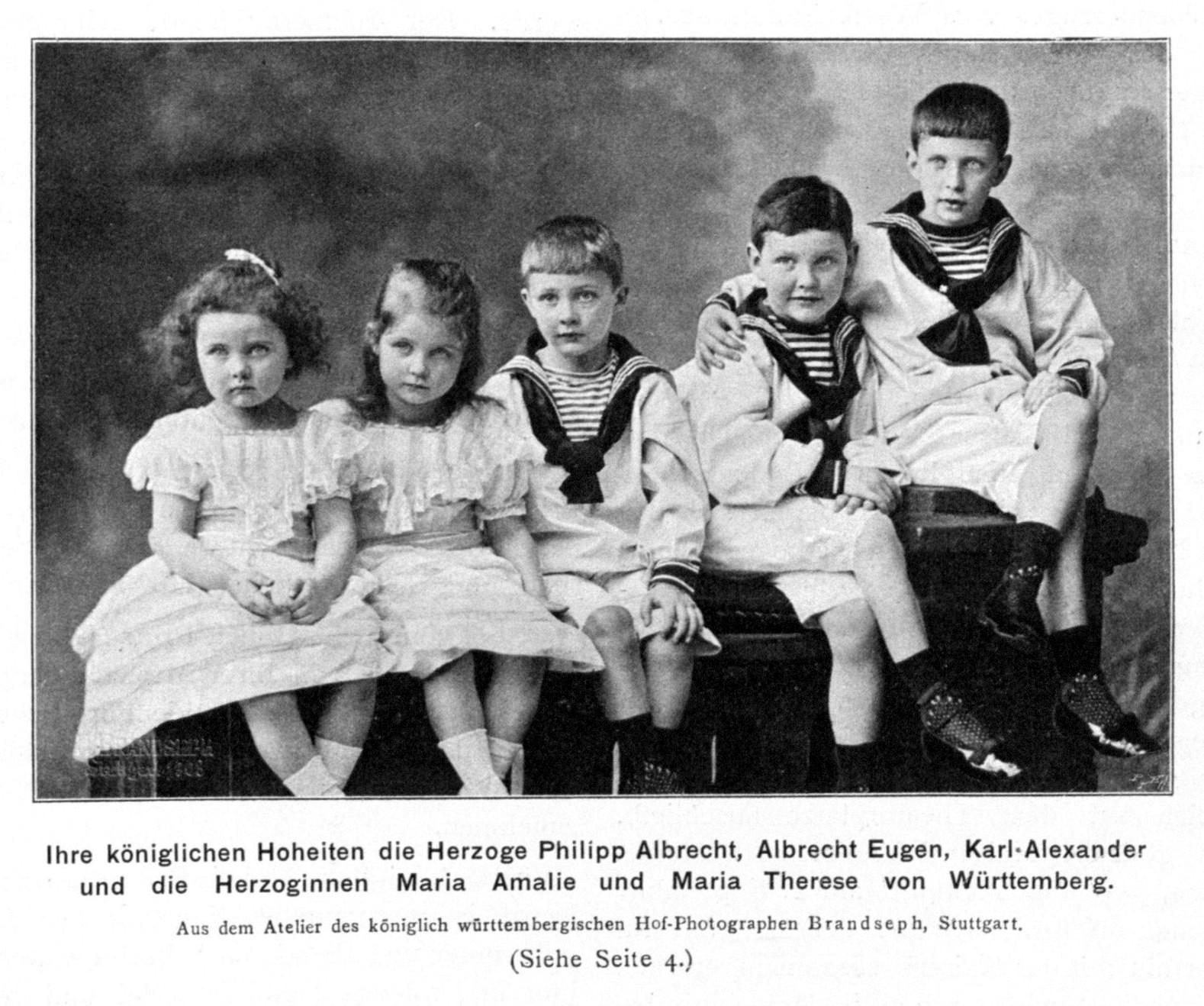
Carl Alexander von Württemberg (in der Mitte) mit seinen Geschwistern im Jahre 1903

Carl Alexander Herzog von Württemberg (Pater Odo OSB) (* 12. März 1896 in Stuttgart; † 27. Dezember 1964 in Altshausen) war ein Mitglied des Hauses Württemberg und ein Benediktinermönch. Während und nach der Zeit des Nationalsozialismus engagierte er sich in der Hilfe für Flüchtlinge, Juden und Kriegsgefangene und wurde dafür von den NS-Herrschern des damaligen Deutschen Reiches ausgewiesen.

## Leben
Carl Alexander war der jüngste von drei Söhnen des Herzogs Albrecht von Württemberg und seiner Gemahlin, der Erzherzogin Margarete Sophie von Österreich, auf die noch vier Töchter folgten, von denen eine als Kleinkind starb. Er wurde zuhause unterrichtet und machte 1914 das Abitur.
Im Ersten Weltkrieg kämpfte er an Westfront sowie in Italien. Nach der Novemberrevolution 1918 schied er als Hauptmann aus dem aktiven Militärdienst aus. Wenige Monate danach trat er als Chorpostulant in die Erzabtei St. Martin, Beuron ein und wurde 1920 als „Frater Odo“ in das Noviziat aufgenommen. Im Februar 1921 legte er die Profess ab und wurde 1926 zum Priester geweiht. Im Sommer 1930 wurde Pater Odo in die nicht weit vom Schloss Altshausen entfernte Abtei St. Martin, Weingarten entsandt, wo er nicht nur mehrere Ämter im Kloster innehatte, sondern sich auch als Jugendmissionar in der katholischen Jugendarbeit engagierte. Dadurch, aber auch durch den klerikal-konservativen Katholizismus seiner Familie geprägt, geriet er von Anfang an in die Opposition zum Nationalsozialismus und wurde bereits 1933 mehrfach von der Gestapo verhört.
Zunächst verließ er Württemberg und trat 1934 in die nicht lange zuvor gegründete badische Abtei vom heiligen Bartholomäus, Neuburg ein, welche sich jedoch in einer Krise befand. Die nationalsozialistische Regierung bürgerte Pater Odo 1936 aus dem Deutschen Reich aus. Er fand in Klöstern in der Schweiz und in Italien Zuflucht. In der Schweiz gründete er die Internationale Katholische Flüchtlingshilfe und unternahm Reisen in ganz Europa. Als Vertreter der Katholischen Flüchtlingshilfe nahm er auch an der internationalen Konferenz von Évian vom 6. bis 15. Juli 1938 teil, an der Hilfsmaßnahmen für die von den Nationalsozialisten verfolgten Juden erörtert wurden.

## Emigration in die Vereinigten Staaten
Als die schweizerische Regierung 1940 erklärte, dass sie für die Sicherheit des Benediktinerpaters nicht mehr garantieren könne, entschloss er sich zur Emigration in die Vereinigten Staaten. Er musste alle seine persönlichen Papiere vernichten, so dass seine Aktivitäten in der Flüchtlingshilfe heute kaum mehr detailliert nachgezeichnet werden können. Seit 1941 wohnte Pater Odo in Washington, D.C. und baute seine internationale Flüchtlingshilfe weiter aus. Er half auch verfolgten Juden bei der Emigration aus dem Deutschen Reich und den besetzten Gebieten, wobei bis heute ungeklärt bleibt, welche Erfolge seine Bemühungen hatten. Belegt ist aber, dass sich Pater Odo bei katholischen Stellen intensiv für die Gefangenen im südfranzösischen Lager Camp de Gurs einsetzte, wo viele Menschen jüdischen Glaubens und andere aus dem Deutsche Reich ausgewiesene Personen unter schlimmsten Bedingungen interniert waren. Ferner engagierte er sich seit 1943 auch in der seelsorgerlichen Betreuung der deutschen Kriegsgefangenen in den amerikanischen Lagern.
Der Historiker und Archivar des Hauses Württemberg, Eberhard Fritz, hat die Vermutung geäußert, dass Claus Graf von Stauffenberg auch durch seine Beziehungen zum Haus Württemberg zum Widerstand gegen Adolf Hitler motiviert worden sein könnte. Da er Pater Odo persönlich kannte, wusste er von dessen entschiedenem Widerstand gegen den Nationalsozialismus. Vergleichende Forschungen belegen immer wieder, dass solche starken Impulse nachwirken, selbst wenn sie zeitweise verschüttet sind.
Nach dem Ende des Zweiten Weltkriegs gründete Pater Odo die „Central European Rehabilitation Association, Inc.“ (CERA) mit dem Ziel, Lebensmittel, Kleider, Medikamente und andere benötigte Artikel in das vom Krieg zerstörte Zentraleuropa zu senden. Er warb dafür bedeutende Spenden ein. Nach der Auflösung der CERA, die ihren Zweck erfüllt hatte, kehrte der Pater 1949 nach Deutschland zurück und trat wiederum in die Abtei vom heiligen Bartholomäus, Neuburg ein. Aufgrund eines Herzleidens musste er 1952 das Leben im Kloster beenden und in das Schloss seiner Familie in Altshausen zurückkehren. Dort verbrachte er die letzten Jahre seines Lebens und war einer der  Wiederbegründer der Bürgergarde zu Pferd Gelbe Husaren von 1748 der Gemeinde Altshausen.
Nach seinem Tod wurde Pater Odo seinem letzten Willen gemäß auf dem Friedhof der Abtei St. Martin in Weingarten beigesetzt.